# Saša Kalajdžić
Saša Kalajdžić (Servisch: Саша Калајџић) (Wenen, 7 juli 1997) is een Oostenrijks-Servisch voetballer die doorgaans speelt als spits. In augustus 2022 verruilde hij VfB Stuttgart voor Wolverhampton Wanderers. Kalajdžić maakte in 2020 zijn debuut in het Oostenrijks voetbalelftal.

## Clubcarrière
Kalajdžić speelde in de jeugd van SV Donau en kwam via Donaufeld Wien bij First Vienna terecht. Na twee jaar keerde hij terug bij Donaufeld Wien, voordat hij opgepikt werd door Admira Wacker. Bij die club werd hij van middenvelder omgeturnd tot aanvaller. Zijn professionele debuut maakte hij op 30 juli 2017, toen met 4–1 gewonnen werd van Rheindorf Altach. Lukas Grozurek, Maximilian Sax en Daniel Toth (tweemaal) zorgden voor de doelpunten bij Admira, vanuit een strafschop tekende Johannes Aigner voor de tegentreffer. Kalajdžić begon op de reservebank en mocht van coach Ernst Baumeister tweeëntwintig minuten voor tijd invallen voor Grozurek. Zijn eerste doelpunt volgde op 27 augustus 2017, thuis tegen Austria Wien. Namens die club kwamen Felipe Pires, Marcus Meier (eigen doelpunt) en Lee Jin-hyun tot scoren, voordat de ingevallen Kalajdžić twee minuten voor tijd wat terugdeed: 1–3.
In de zomer van 2019 verkaste de Oostenrijker voor een bedrag van circa tweeënhalf miljoen euro naar VfB Stuttgart, waar hij zijn handtekening zette onder een verbintenis voor de duur van vier seizoenen. In de voorbereiding op zijn eerste seizoen bij Stuttgart liep hij een blessure op aan zijn kruisband. Hierdoor zou hij pas zijn debuut voor Stuttgart kunnen maken op 28 mei 2020, thuis tegen Hamburger SV. Die club kwam op voorsprong door treffers van Joel Pohjanpalo en Aaron Hunt, maar Wataru Endo, Nicolás González en Gonzalo Castro zorgden voor een Stuttgart-zege: 3–2. Kalajdžić viel twaalf minuten voor tijd in voor Hamadi Al Ghaddioui. Aan het einde van het seizoen 2019/20 promoveerde Stuttgart naar de Bundesliga. Op dat niveau maakte de spits achtereenvolgens zestien en zes competitiedoelpunten. 
In augustus 2022 ging hij voor een bedrag van circa achttien miljoen euro naar Wolverhampton Wanderers. Hij tekende een contract voor vijf jaar in Engeland. Zijn debuut maakte hij op 3 september in een wedstrijd tegen Southampton (1–0 winst), waarin hij in de rust gewisseld werd met een blessure aan zijn voorste kruisband, waardoor hij de rest van het seizoen aan zich voorbij moest laten gaan. Hij maakte zijn rentree op 14 augustus 2023, toen Manchester United met 1–0 te sterk was.
In de winterstop van het seizoen 2023/24 werd Kalajdžić voor het restant van de jaargang verhuurd aan Eintracht Frankfurt. Hier liep hij een maand na zijn komst de derde kruisbandblessure op in vijf jaar tijd. Hierdoor kwam hij niet verder dan vijf competitieoptredens voor Eintracht Frankfurt. Deze blessure weerhield hem vervolgens ook het gehele seizoen 2024/25 van voetballen.

## Clubstatistieken
| Seizoen | Club                    | Competitie     | Competitie | Competitie | Beker | Beker | Internationaal | Internationaal | Totaal | Totaal |
| Seizoen | Club                    | Competitie     | Wed.       | Dlp.       | Wed.  | Dlp.  | Wed.           | Dlp.           | Wed.   | Dlp.   |
| ------- | ----------------------- | -------------- | ---------- | ---------- | ----- | ----- | -------------- | -------------- | ------ | ------ |
| 2017/18 | Admira Wacker           | Bundesliga     | 18         | 3          | 2     | 1     | —              | —              | 20     | 4      |
| 2018/19 | Admira Wacker           | Bundesliga     | 15         | 8          | 0     | 0     | 0              | 0              | 15     | 8      |
| 2019/20 | VfB Stuttgart           | 2. Bundesliga  | 6          | 1          | 0     | 0     | —              | —              | 6      | 1      |
| 2020/21 | VfB Stuttgart           | Bundesliga     | 33         | 16         | 3     | 1     | —              | —              | 36     | 17     |
| 2021/22 | VfB Stuttgart           | Bundesliga     | 15         | 6          | 0     | 0     | —              | —              | 15     | 6      |
| 2022/23 | VfB Stuttgart           | Bundesliga     | 3          | 0          | 0     | 0     | —              | —              | 3      | 0      |
| 2022/23 | Wolverhampton Wanderers | Premier League | 1          | 0          | 0     | 0     | —              | —              | 1      | 0      |
| 2023/24 | Wolverhampton Wanderers | Premier League | 11         | 1          | 2     | 1     | —              | —              | 13     | 2      |
| 2023/24 | → Eintracht Frankfurt   | Bundesliga     | 5          | 0          | 0     | 0     | 1              | 1              | 6      | 1      |
| 2024/25 | Wolverhampton Wanderers | Premier League | 0          | 0          | 0     | 0     | —              | —              | 0      | 0      |
| Totaal  | Totaal                  | Totaal         | 107        | 35         | 7     | 3     | 1              | 1              | 115    | 39     |

Bijgewerkt op 20 juni 2025.

## Interlandcarrière
Kalajdžić maakte zijn debuut in het Oostenrijks voetbalelftal op 14 oktober 2020, toen met 0–1 gewonnen werd van Roemenië. Alessandro Schöpf zorgde een kwartier voor tijd voor de enige treffer van de wedstrijd. Kalajdžić moest van bondscoach Franco Foda op de reservebank beginnen en hij mocht in de blessuretijd van de eerste helft invallen voor Michael Gregoritsch. Zijn eerste interlanddoelpunt viel op 25 maart 2021, toen in een kwalificatiewedstrijd voor het WK 2022 met 2–2 gelijkgespeeld werd tegen Schotland. Elf minuten na rust opende Kalajdžić in zijn derde interland de score, waarna Grant Hanley gelijkmaakte. Tien minuten voor tijd tekende Kalajdžić ook voor zijn tweede treffer van het duel, maar het werd opnieuw gelijk door een doelpunt van John McGinn.
Kalajdžić werd in mei 2021 door Foda opgenomen in de selectie van Oostenrijk voor het uitgestelde EK 2020. Tijdens het EK werd Oostenrijk uitgeschakeld in de achtste finales door Italië (2–1). In de groepsfase had het gewonnen van Noord-Macedonië (3–1) en Oekraïne (0–1) en verloren van Nederland (2–0). Kalajdžić speelde in alle vier wedstrijden mee. Zijn toenmalige teamgenoten Gregor Kobel (Zwitserland) en Darko Čurlinov (Noord-Macedonië) waren ook actief op het toernooi.
| Interlands van Saša Kalajdžić voor Oostenrijk | Interlands van Saša Kalajdžić voor Oostenrijk | Interlands van Saša Kalajdžić voor Oostenrijk | Interlands van Saša Kalajdžić voor Oostenrijk | Interlands van Saša Kalajdžić voor Oostenrijk | Interlands van Saša Kalajdžić voor Oostenrijk | Interlands van Saša Kalajdžić voor Oostenrijk |
| №                                             | Datum                                         | Wedstrijd                                     | Uitslag                                       | Competitie                                    | Goals                                         |                                               |
| Als speler bij VfB Stuttgart                  | Als speler bij VfB Stuttgart                  | Als speler bij VfB Stuttgart                  | Als speler bij VfB Stuttgart                  | Als speler bij VfB Stuttgart                  | Als speler bij VfB Stuttgart                  | Als speler bij VfB Stuttgart                  |
| --------------------------------------------- | --------------------------------------------- | --------------------------------------------- | --------------------------------------------- | --------------------------------------------- | --------------------------------------------- | --------------------------------------------- |
| 1                                             | 14 oktober 2020                               | Roemenië – Oostenrijk                         | 0 – 1                                         | Nations League 2020/21                        |                                               |                                               |
| 2                                             | 11 november 2020                              | Luxemburg – Oostenrijk                        | 0 – 3                                         | Vriendschappelijk                             |                                               |                                               |
| 3                                             | 25 maart 2021                                 | Schotland – Oostenrijk                        | 2 – 2                                         | WK 2022 kwalificatie                          | 56', 80'                                      |                                               |
| 4                                             | 28 maart 2021                                 | Oostenrijk – Faeröer                          | 3 – 1                                         | WK 2022 kwalificatie                          | 44'                                           |                                               |
| 5                                             | 31 maart 2021                                 | Oostenrijk – Denemarken                       | 0 – 4                                         | WK 2022 kwalificatie                          |                                               |                                               |
| 6                                             | 2 juni 2021                                   | Engeland – Oostenrijk                         | 1 – 0                                         | Vriendschappelijk                             |                                               |                                               |
| 7                                             | 6 juni 2021                                   | Oostenrijk – Slowakije                        | 0 – 0                                         | Vriendschappelijk                             |                                               |                                               |
| 8                                             | 13 juni 2021                                  | Oostenrijk – Noord-Macedonië                  | 3 – 1                                         | EK 2020                                       |                                               |                                               |
| 9                                             | 17 juni 2021                                  | Nederland – Oostenrijk                        | 2 – 0                                         | EK 2020                                       |                                               |                                               |
| 10                                            | 21 juni 2021                                  | Oekraïne – Oostenrijk                         | 0 – 1                                         | EK 2020                                       |                                               |                                               |
| 11                                            | 26 juni 2021                                  | Italië – Oostenrijk                           | 2 – 1                                         | EK 2020                                       | 114'                                          |                                               |
| 12                                            | 24 maart 2022                                 | Wales – Oostenrijk                            | 2 – 1                                         | WK 2022 kwalificatie                          |                                               |                                               |
| 13                                            | 29 maart 2022                                 | Oostenrijk – Schotland                        | 2 – 2                                         | Vriendschappelijk                             |                                               |                                               |
| 14                                            | 6 juni 2022                                   | Oostenrijk – Denemarken                       | 1 – 2                                         | Nations League 2022/23                        |                                               |                                               |
| 15                                            | 13 juni 2022                                  | Denemarken – Oostenrijk                       | 2 – 0                                         | Nations League 2022/23                        |                                               |                                               |
| Als speler bij Wolverhampton Wanderers        |                                               |                                               |                                               |                                               |                                               |                                               |
| 16                                            | 13 oktober 2023                               | Oostenrijk – België                           | 2 – 3                                         | EK 2024 kwalificatie                          |                                               |                                               |
| 17                                            | 16 oktober 2023                               | Azerbeidzjan – Oostenrijk                     | 0 – 1                                         | EK 2024 kwalificatie                          |                                               |                                               |
| 18                                            | 16 november 2023                              | Estland – Oostenrijk                          | 0 – 2                                         | EK 2024 kwalificatie                          |                                               |                                               |
| 19                                            | 21 november 2023                              | Oostenrijk – Schotland                        | 2 – 0                                         | Vriendschappelijk                             |                                               |                                               |

Bijgewerkt op 20 juni 2025.